# HD141795
HD141795 — хімічно пекулярна зоря спектрального класу A2, що має видиму зоряну величину в смузі V приблизно  3,7.
Вона  розташована на відстані близько 70,3 світлових років від Сонця.

## Фізичні характеристики
Зоря HD141795 обертається 
порівняно повільно 
навколо своєї осі. Проєкція її екваторіальної швидкості на промінь зору становить  Vsin(i)= 47км/сек.

## Магнітне поле
Спектр даної зорі вказує на наявність магнітного поля у її зоряній атмосфері.
Напруженість повздовжної компоненти поля оціненої з аналізу
крил ліній Бальмера
становить   39,5±  55,1 Гаус.